# Vulture (网站)
Vulture是一个美国娱乐新闻网站，属于《紐約雜誌》独立的流行文化板块，于2007年作为该杂志的娱乐網誌面世。在与《紐約雜誌》分拆的过程中，Vulture在2010年经过了重新设计，从網誌变得更类似于電子雜誌。2012年2月，Vulture移动到了独立URL/域名（Vulture.com）
2019年9月，在Vox收购《纽约杂志》后，网站成为沃克斯传媒的一部分。